# Cichlasoma araguaiense
Cichlasoma araguaiense é uma espécie de peixe da família dos ciclídeos e da ordem dos perciformes. Os machos podem alcançar 9,2 cm de comprimento, encontrada na bacia do rio Amazonas, no Brasil.